# Kitanoumi Toshimitsu
Toshimitsu Obata (小畑 敏満, Obata Toshimitsu) dit Kitanoumi Toshimitsu (北の湖 敏満) ou Kitanoumi (北の湖), né le 16 mai 1953 à Sōbetsu et mort le 20 novembre 2015 à Fukuoka, est un lutteur et président de l'Association japonaise de sumo. Il fut le yokozuna dominant dans les années 1970.

## Biographie
Il fut le lutteur le plus jeune promu yokozuna, à seulement vingt-et-un ans, et le resta pendant soixante-trois tournois. Il a remporté vingt-quatre tournois du championnat au cours de sa carrière. Il faisait partie d'une série de grands yokozuna originaires de Hokkaido.
Il est l'entraîneur-chef de l'équipe Kitanoumi.
Le 3 septembre 2008, deux lutteurs russes de son écurie, Yukio Rohō (露鵬 幸生, Rohō Yukio, dont le vrai nom est Soslan Feliksovich Boradzov, 28 ans) et son frère Yūta Hakurozan (白露山 佑太, Hakurozan Yūta, Batraz Feliksovich Boradzov, 26 ans), sont contrôlés positifs au cannabis. Kitanoumi est alors contraint de démissionner de la présidence de l'Association japonaise de sumo quelques jours plus tard, les lutteurs étant exclus à vie malgré leur recours en justice,.

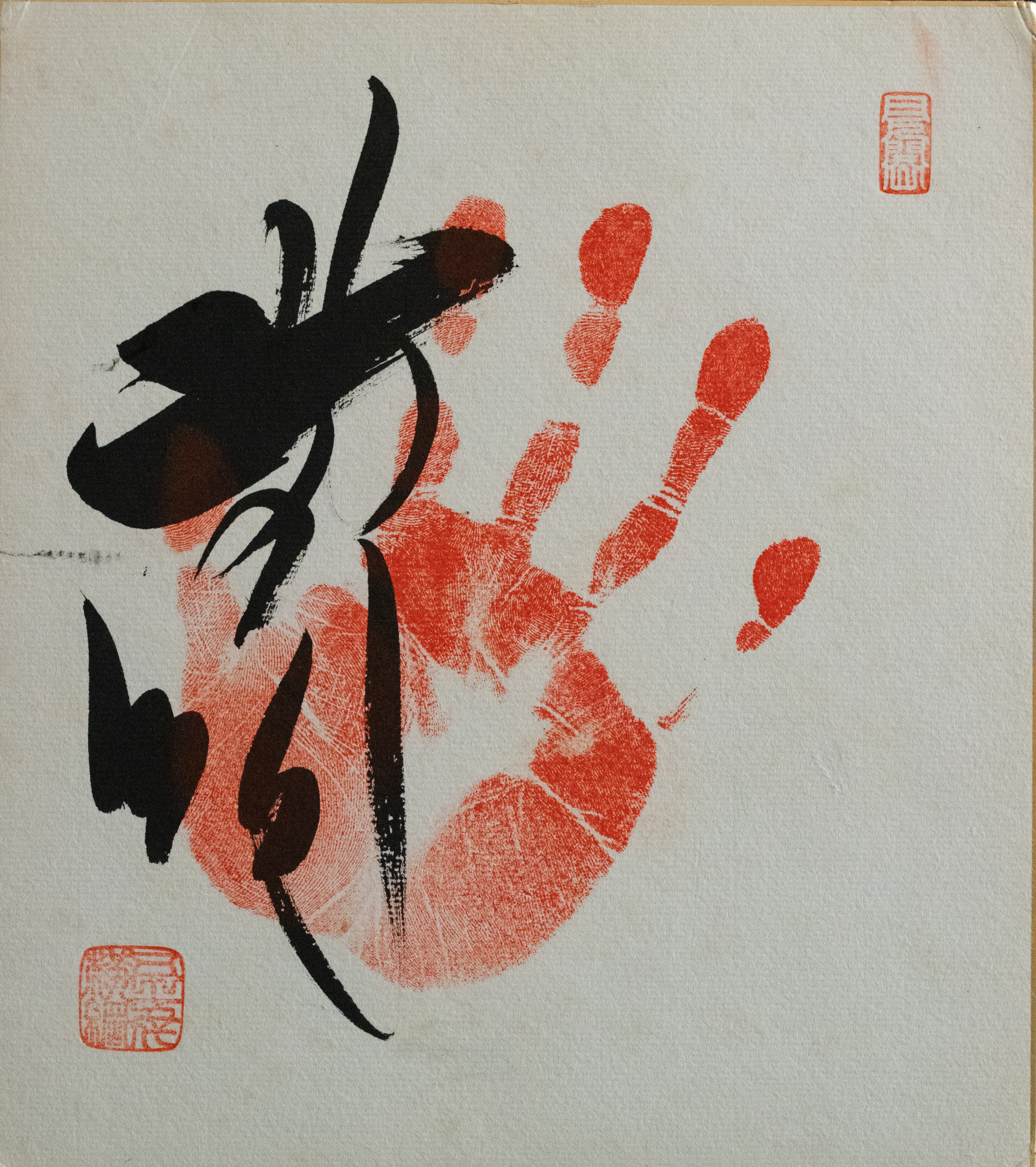
Tegata originale du Yokozuna Kitanoumi